# Little River Band
Little River Band (LRB) är ett rockband från Australien grundat år 1975 i Melbourne (Victoria). Bandnamnet valdes i samband med att medlemmarna hamnade på en väg mellan Little River och Victoria medan de var på väg till Geelong. Little River Band har under sin karriär lyckats bli framgångsrikt i både Australien och USA. Totalt har bandet sålt över 25 miljoner skivor och vid sidan av alla vunna priser i Australien har de lyckats få 13 hits på U.S. Top 40.
Originalmedlemmarna i bandet var Glenn Shorrock, Graham Goble, Beeb Birtles, Ric Formosa, Roger McLachlan och Derek Pellicci. Största delen av musiken och texterna skapades främst av Goble och Shorrock i samarbete med Birtles och Briggs. Bandet har under karriärens gång gått igenom många medlemsbyten. Över 30 medlemmar har kommit och gått från början till nu, däribland sångaren John Farnham som ersatte Shorrock år 1982. Ingen av nutidens bandmedlemmar är originalmedlemmar eller överhuvudtaget medlemmar från 1970-talet. I nutiden består bandet av Wayne Nelson, Rich Herring, Chris Marion, Ryan Ricks och Colin Whinnery. Ingen av dem är från Australien. Under 2000-talet skedde många dispyter om rätten till namnet Little River Band.
I maj 2001 utsåg Australasian Performing Right Association (APRA), som en del av sitt 75-årsjubileum, låten "Cool Change", skriven av Shorrock, till en av de 30 bästa australiensiska sångerna. Bandets klassiska lineup med Birtles, Pellicci, Gobles, Shorrock, gitarristen David Briggs och basisten George McArdle inkluderades i Australian Recording Industry Association Hall Of Fame och i Annual "ARIA Music Awards of 2004", där de kom på artonde plats.

## Medlemmar

### Nuvarande
- Wayne Nelson – bas, sång (1980–96, 1999–idag)
- Chris Marion – keyboard, sång (2004–idag)
- Rich Herring – gitarr, sång (2006–idag)
- Ryan Ricks – trummor, sång (2012–idag)
- Colin Whinnery – gitarr, sång (2018–idag)

### Tidigare medlemmar
- Graeham Goble – gitarr, sång (1975–92)
- Glenn Shorrock – sång (1975–82, 1987–96)
- Beeb Birtles – gitarr, sång (1975–83)
- Derek Pellicci – trummor (1975–84, 1987–98)
- Graham Davidge – sologitarr (1975)
- Dave Orams – bas (1975)
- Ric Formosa – gitarr, sång (1975–76)
- Roger McLachlan – bas (1975–76, 1998–99)
- David Briggs – gitarr (1976–81)
- George McArdle – bas (1976–79)
- Geoff Cox – trummor (1978)
- Mal Logan – keyboard (1978–82)
- Barry Sullivan – bas (1979–80; avliden 2003)
- Stephen Housden – gitarr (1981–2006)
- John Farnham – sång (1982–86)
- David Hirschfelder – keyboard, bakgrundssång (1983–86)
- Steve Prestwich – trummor (1984–86; avliden 2011)
- Malcolm Wakeford – trummor (1986)
- James Roche – keyboard (1988–89)
- Peter Beckett – gitarr, sång (1989–97)
- Tony Sciuto – keyboard, gitarr, bakgrundssång (1990–92, 1993–97)
- Richard Bryant – keyboard, bakgrundssång (1992–93)
- Steve Wade – sång, gitarr (1996–2000)
- Hal Tupea – bas (1996–97)
- Kevin Murphy – trummor, sång (1998–2004)
- Paul Gildea – gitarr, sång (1998–2000)
- Adrian Scott – keyboard, sång (1998–99)
- Glenn Reither – keyboard, saxofon, bakgrundssång (1999–2004)
- Greg Hind – gitarr, sång (2000–18)
- Kip Raine – trummor (2004–05)
- Billy Thomas – trummor (2005–07)
- Mel Watts – trummor (2007–12)

## Diskografi

### Studioalbum
- Little River Band (1975)
- After Hours (1976)
- Diamantina Cocktail (1977)
- Sleeper Catcher (1978)
- First Under the Wire (1979)
- Time Exposure (1981)
- The Net (1983)
- Playing to Win (1985)
- No Reins (1986)
- Monsoon (1988)
- Get Lucky (1990)
- Where We Started From (2000)
- Test of Time (2004)
- We Call It Christmas (2007)
- A Little River Band Christmas (2011)
- Cuts Like a Diamond (2013)
- The Hits… Revisited (2016)
- Black Tie (2020)

### EP
- Outback (2009)

### Livealbum
- Backstage Pass (1980)
- Live Classics (1992)
- One Night in Mississippi (2002)
- Standing Room Only-Live (2007)

### Samlingsalbum
- It's a Long Way There (Greatest Hits) (1978)
- Greatest Hits (1982)
- Too Late to Load (1988)
- Worldwide Love (1991)
- The Classic Collection (1992)
- Reminiscing: The 20th Anniversary Collection (1995)
- Forever Blue: The Very Best Of (1995)
- I Dream Alone (1997)
- Greatest Hits (2002)
- The Definitive Collection (2002)

## Weblänkar
- Officiell webbplats